# 韦塔帕莱姆
韦塔帕莱姆（Vetapalem），是印度安得拉邦Prakasam县的一个城镇。总人口37037（2001年）。

## 人口
该地2001年总人口37037人，其中男性18316人，女性18721人；0—6岁人口3894人，其中男1938人，女1956人；识字率58.77%，其中男性为67.85%，女性为49.88%。